# Zwei Welten (film 1929)
Zwei Welten è un cortometraggio muto del 1929 diretto da Werner Hochbaum.

## Produzione
Il film fu prodotto dalla Werner Hochbaum-Filmproduktion GmbH (Hamburg).

## Distribuzione
Prese il visto di censura B.26685 del 17 agosto 1930, senza limitazioni per il pubblico dei minori.